# Папаши
«Папа́ши» (фр. Les Compères) — французский кинофильм 1983 года в жанре комедии. Вторая из трёх классических комедий с комическим дуэтом Ришар — Депардьё («Невезучие», «Папаши», «Беглецы»). Известна также благодаря запоминающейся музыке композитора Владимира Косма.

## Сюжет
Семнадцатилетний Тристан, крепко поссорившись с отцом, вместе со своей подругой сбегает из дома. Его мать Кристина решает обратиться за помощью к двум своим давним приятелям, с которыми она встречалась в юности. Чтобы заинтересовать их в поисках Тристана, она сообщает каждому из них, что Тристан — его сын. Встретившись случайно, меланхоличный, ранимый неудачник учитель Франсуа Пиньон и грубоватый, самоуверенный преуспевающий журналист Жан Люка́ объединяют усилия. При этом каждому из них хочется думать, что именно он — отец Тристана. Так, на голову юноши сваливаются ещё двое нежданных и ненужных папаш. Однако, чувствуя их искреннее участие, Тристан и сам в конце концов сильно привязывается к ним. Втайне от другого Тристан сообщает каждому из них, что именно он — его отец, и мирится с настоящим отцом.

## Роли исполняли
- Пьер Ришар — Франсуа Пиньон
- Жерар Депардьё — Жан Люка
- Анни Дюпре — Кристина
- Мишель Омон — Поль
- Стефан Бьерри — Тристан
- Ролан Бланш — Жанно
- Морис Борье — хозяин отеля в Ницце
- Робер Дальбан — метрдотель
- Жизель Паскаль — Луиза